# Amphitheater Hanau

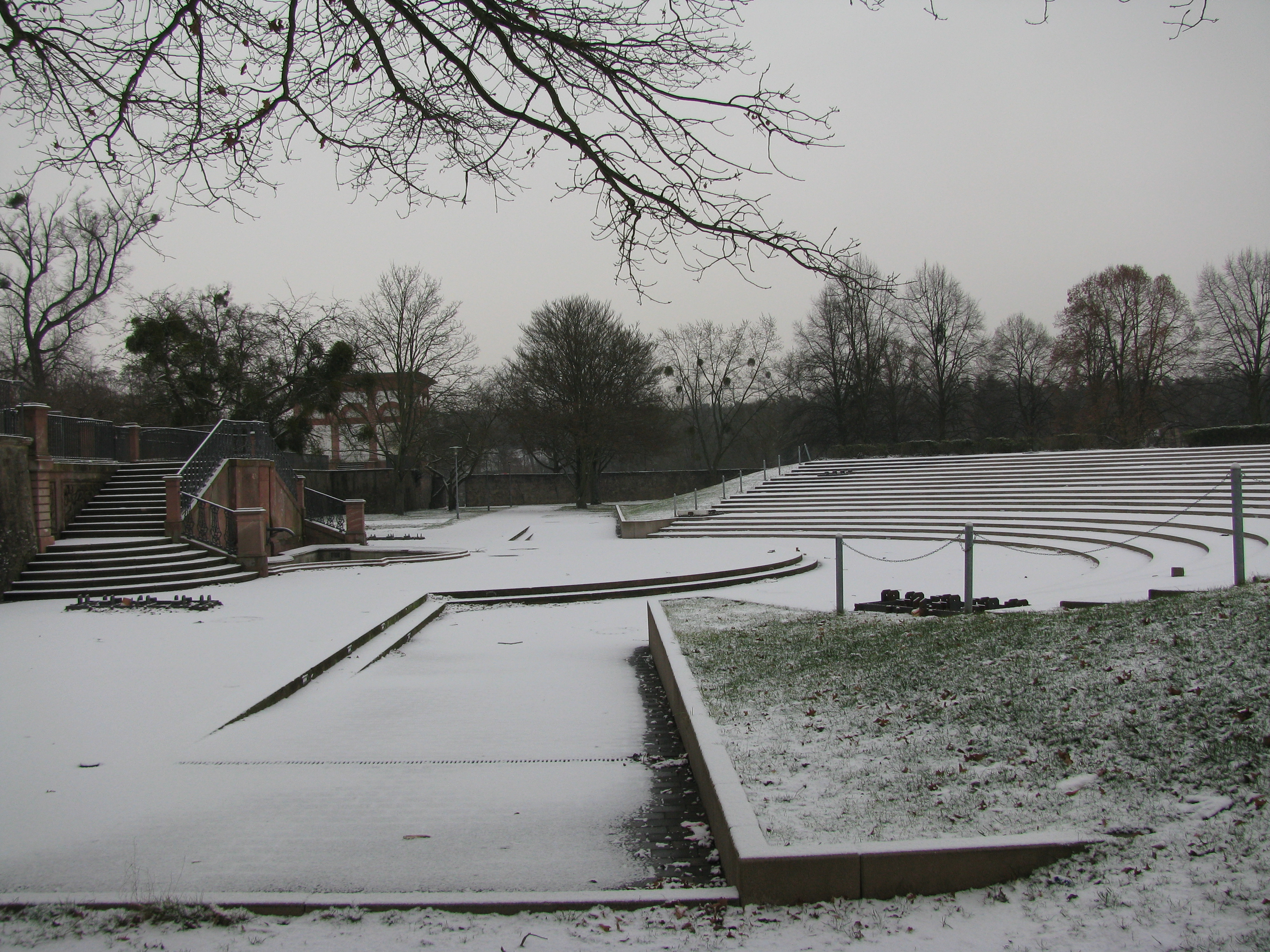
Die Szenenfläche des Amphitheater Hanau im Winter mit der barocken „Goldenen Treppe“

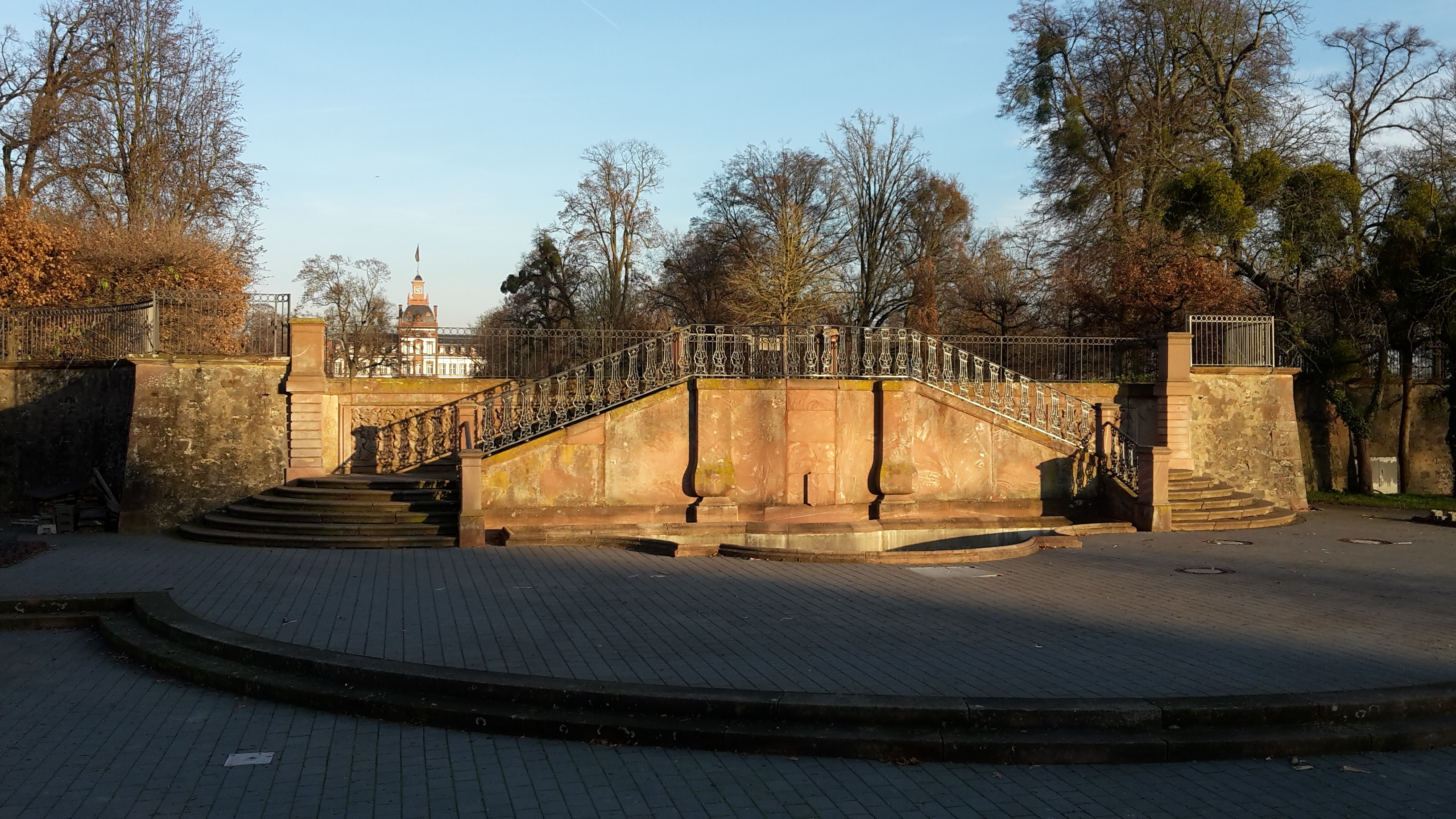
So genannte „Goldene Treppe“ im Amphitheater Hanau

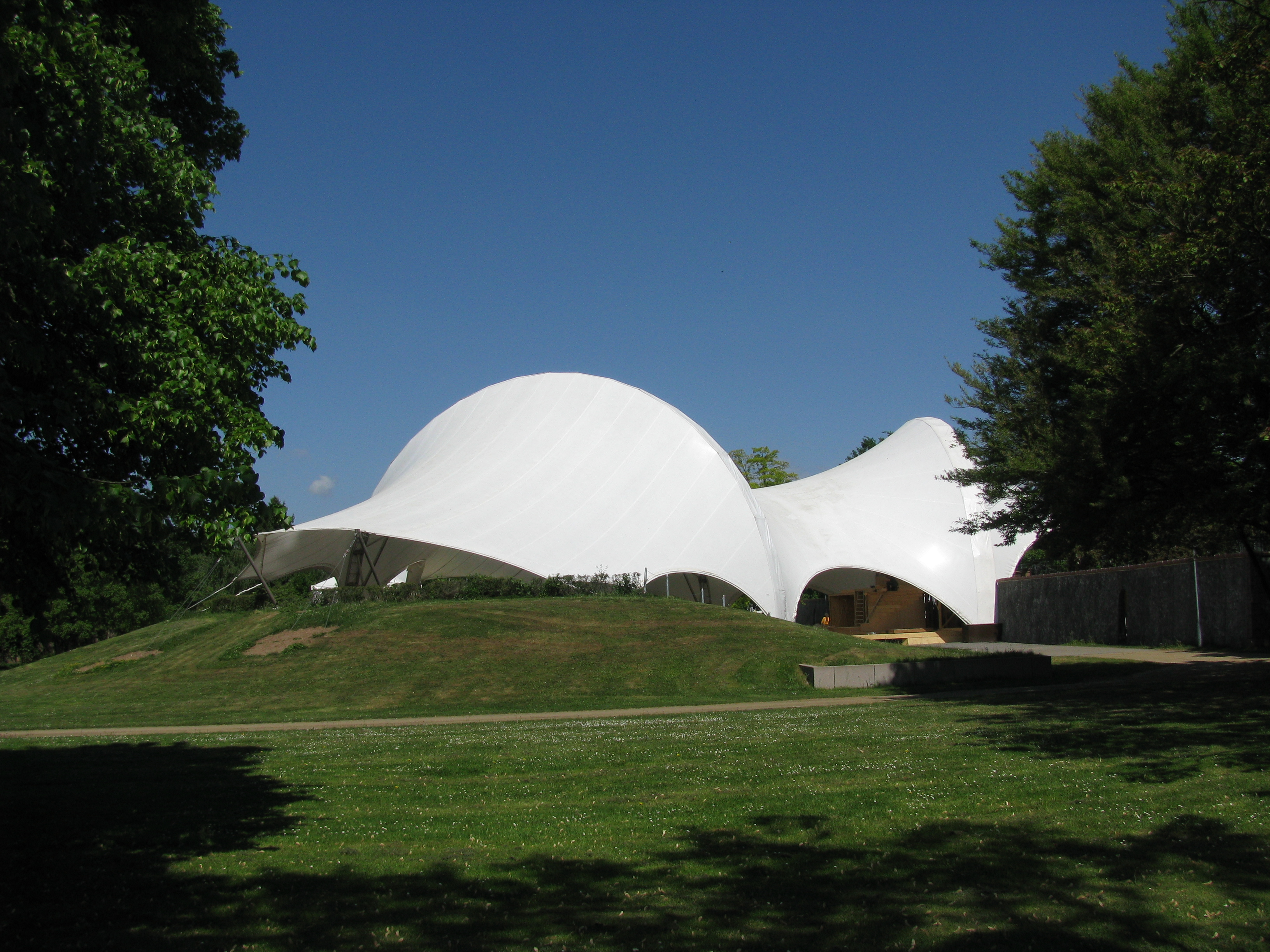
Zeltdach über der Tribüne und Szenenfläche im Amphitheater Hanau

Zum so genannten Amphitheater Hanau wurde, im Zuge der Landesgartenschau 2002 in Hanau, der ehemalige Baumgarten, das westliche Ende des Schlossparks des Schlosses Philippsruhe, umgebaut. Jedes Jahr werden dort von Anfang Mai bis Ende Juli die Brüder Grimm Festspiele veranstaltet. Danach wird die Bühne umgebaut und es folgen bis Ende September noch viele weitere Kulturveranstaltungen, das geht von Klassikern der Opernszene über gefeierte Kabarett-Künstler bis hin zu internationalen Stars. 

## Spielstätte
Um die so genannte „goldene Treppe“ wurde im Jahr 2000 ein halbrunder Wall als Tribüne aufgeschüttet. Die in Stufen ansteigende Treppe hat Platz für 1.356 Sitz- oder 2.700 Stehplätze. Die Szenenfläche wird über einem Brunnen vor der alten Sandsteintreppe (goldene Treppe) errichtet, die mehr oder weniger mit in die Kulisse einbezogen werden kann. Wo früher noch regelmäßig der Rasen gemäht wurde, bekamen im Jahr 2008 die Stufen der Tribüne ein neues Pflaster. Auch die Szenenfläche und der Zugangsbereich wurden neu angelegt.
Die Spielstätte kann komplett mit einem Zelt überdacht werden, so dass Zuschauer sowie Schauspieler nicht direkt der Hitze und dem Wetter ausgesetzt sind. Es ist zu den Seiten hin offen, dadurch geht der ursprüngliche Flair einer Freilichtveranstaltung nicht verloren. In der Grundeinrichtung ist die Szenenfläche 10 m × 12 m groß und wird für die Festspiele je nach Bedarf erweitert. Dahinter hat man freien Blick in den Park und auf das Schloss.